# トッド・ハワード
トッド・ハワード（英: Todd Howard）はアメリカ合衆国の ビデオゲームデザイナー、ディレクター、プロデューサー。ベセスダ・ゲーム・スタジオのゲームディレクター兼製作総指揮者として『Fallout』シリーズと『The Elder Scrolls』シリーズの開発を主導した。

## 経歴
ペンシルバニア州ローワー・マカンギー・タウンシップ で生まれ、若くしてコンピュータ、特にビデオゲームに興味を持っていた。自らのゲームにインスピレーションを与えたものとしては、ウィザードリィとUltima 3を挙げている。1989年にペンシルバニア州エメーアスにあるエメーアス高等学校 を卒業し、バージニア州にあるウィリアムズバーグのウィリアム・アンド・メアリー大学に進学。在学中、ベセスダ・ソフトワークスの『Wayne Gretzky Hockey 3』をプレイしたことをきっかけに同社に職を求めたが、大学を卒業していないことを理由に拒否される。1993年、大学を卒業。専攻は工学と経営学だった。ゲーム開発志望にもかかわらずこの二分野を選んだのは「大学卒業のために一番簡単な手段」だったためだという。その後、再びベセスダに就職を試みるも、今度は未経験を理由に断られ、一旦別のゲーム会社に就職した。
1994年、ベセスダに入社。同社におけるゲーム開発の最初の功績は 『The Terminator: Future Shock』と『SkyNET』のプロデューサー兼デザイナーであった。
『The Elder Scrolls』シリーズには1996年にリリースされた『The Elder Scrolls II: Daggerfall』から参加した。
1998年にリリースされた 『The Elder Scrolls Adventures: Redguard』で初めてプロジェクトリーダーを務め、その後『The Elder Scrolls III: Morrowind』、『The Elder Scrolls IV: Oblivion』、『Fallout 3』、『The Elder Scrolls V: Skyrim』、『Fallout 4』、『Fallout 76』の開発を指揮している。

## 発言
ハワードは産業界イベントの常連講師であり、その作品は ニューズウィーク、CNN、USAトゥデイ、The Today Showから世界中の雑誌ですべて取り上げられた。ハワードは、ベセスダの『Elder Scrolls』ゲームの哲学は人々に「もう一つの世界で、もう一つの人生を送る」ことができるようにすることと述べた。
ハワードは2009年と2012年の D.I.C.E. Summit で開発者の前で、ゲーム開発で分かち合う3つのルールについて口を開いた。
- 素晴らしいゲームは作らないで遊ぶこと - 「あなたはいつも素晴らしい設計文書を持つことができる。そしてあなたはそのゲームをプレイするやいなや、ゲームの90％を変えようとしている。」
- シンプルであれ - 何かをするということは、あなたが思っている以上に本当に随分と時間がかかる。シンプルなシステムの演出は同時にプレイヤーが面白く味わうことができる複雑なものを生み出す。
- 体験を明確に示せ -  「箇条書きリストであなたのゲームを定義するな…あなたが人々に体験させたいことを明確に示せ。」[3]

ハワードは開発者は商品の購買層と設置基盤 (プラットフォーム)を無視して情熱に従うべきだとも言っている。「もし設置基盤が重要だったならば、我々はすべてボードゲームを作っていただろう。なぜならば数多くのテーブルがあるからだ。」

## 評価
GamePro マガジンはハワードを過去20年に渡ってゲームでもっとも影響力のある人物トップ20に指名した。IGNでも史上最高のトップゲームクリエイターの一人として指名されている。